# Zatín
Zatín (węg. Zétény) – wieś (obec) na Słowacji położona w kraju koszyckim, w powiecie Trebišov. Pierwsze wzmianki o miejscowości pochodzą z 1233 roku. 
Według danych z dnia 31 grudnia 2012 roku, wieś zamieszkiwało 840 osób, w tym 427 kobiet i 413 mężczyzn.
W 2001 roku rozkład populacji względem narodowości i przynależności etnicznej wyglądał następująco:
- Słowacy – 13,83%
- Niemcy – 0,13%
- Romowie – 1,65%
- Węgrzy – 84,14%

Ze względu na wyznawaną religię struktura mieszkańców kształtowała się w 2001 roku następująco:
- Katolicy rzymscy – 65,23%
- Grekokatolicy – 11,68%
- Ewangelicy – 0,25%
- Prawosławni – 0,51%
- Ateiści – 2,79%
- Nie podano – 1,14%